# Super FX

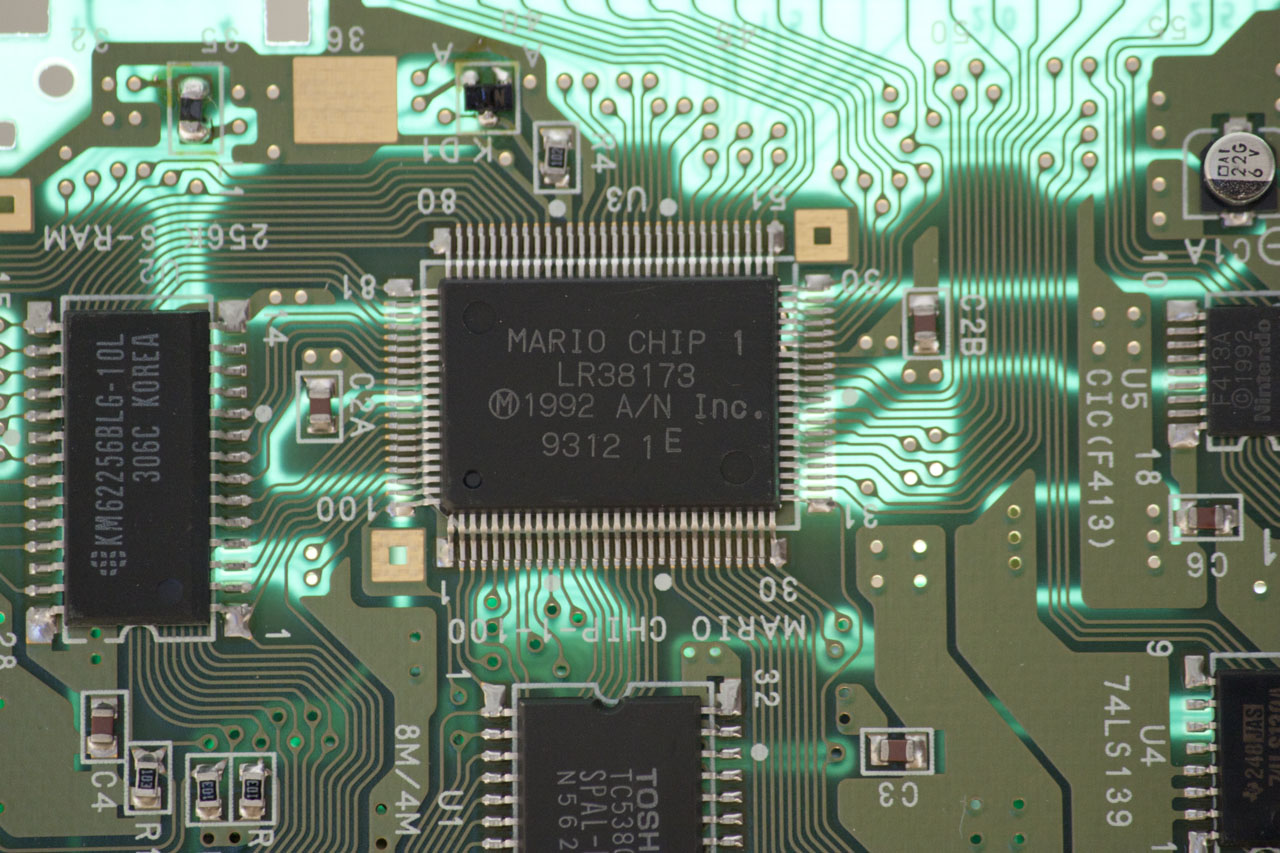
MARIO-Chip auf der Platine von StarWing/StarFox

Super FX ist die Bezeichnung für einen Koprozessor, der als Zusatzchip in Spielmodulen für das Super Nintendo Entertainment System verwendet wurde. Er wurde vom britischen Entwicklerstudio Argonaut Software im Auftrag von Nintendo entwickelt, um die Leistungsfähigkeit der Spielkonsole zu erhöhen. Der Chip bildete die technische Grundlage für die Entwicklung des 3D-Rail-Shooters Starwing.

## Beschreibung
Der auf RISC-Technik basierende mathematische Co-Prozessor war darauf spezialisiert, die Konsole bei der Berechnung und Darstellung von schattierten und texturierten 3D-Polygonen zu unterstützen, indem es Berechnungsarbeiten der CPU übernahm. Die Rechenleistung der Konsole konnte dadurch um das bis zu Sechsfache gesteigert werden. Die Entwicklung dauerte rund drei Jahre. Der ursprüngliche Chip (1993) hatte eine Taktfrequenz von 10,4 MHz. Nur Shader-Schleifen begrenzter Größe werden aus einem internen Befehlsspeicher mit voller Geschwindigkeit verarbeitet; stammen die Befehle aus dem ROM, muss der Super FX meist auf das ROM warten.
Während das oben genannte richtig ist, da es sich um einen voll programmierbaren Prozessor handelt, reichte die Rechenleistung nie aus, um im Spiel mehr als primitive Körper mit Flat Shading zu erzeugen. Auch mit Super FX war das SNES technisch mit Spielekonsolen der Folgegeneration wie Sega Saturn oder Sony PlayStation, beide von Ende 1994, nicht vergleichbar.
Später erschienen mit dem GSU-1 und dem GSU-2 (Super FX 2) zwei weitere Versionen, beide hatten eine Geschwindigkeit von 21,4 MHz. Der GSU-2 konnte Mask-ROMs über einer Größe von 8 Mbit (1 MB) verwenden, maximal 16 Mbit (2 MB) wurden genutzt.
Module mit dem Super-FX-Chip hatten neben den normalen Kontakt-Pins zusätzliche Kontakte, die die Verwendung der Module in einigen NTSC-zu-PAL-Konvertern oder Kopierstationen verhinderten. Zudem waren Module wegen der zusätzlich eingebauten Hardware teurer in der Herstellung. Dies hatte zur Folge, dass der Verkaufspreis für Spiele mit Super-FX-Unterstützung höher lag als bei anderen Spielen.

## Entstehung
Die Partnerschaft zwischen Nintendo und dem britischen Entwicklerstudio Argonaut entstand, nachdem Argonaut Nintendo die Demo eines Spiels demonstriert hatte, mit der es dem Entwickler gelungen war, den Kopierschutz der tragbaren Konsole Game Boy auszuhebeln. Beide Unternehmen gingen eine Geschäftsbeziehung ein. Nintendo hatte besonderes Interesse an Argonauts Kenntnissen über 3D-Grafik und ließ das Unternehmen Projektstudien über 3D-Spiele auf dem NES, dem Game Boy und schließlich auch zu dem bislang noch nicht veröffentlichten SNES durchführen. Keine der Konsolen war jedoch mit Blick auf 3D-Grafik konzipiert worden und daher nicht leistungsfähig genug. Das Team von Shigeru Miyamoto arbeitete für Pilotwings ursprünglich mit einem zusätzlichen DSP-Chip, war jedoch unzufrieden mit der Leistung. Argonaut bot an, selbst einen Chip zu entwickeln, der die Leistungsfähigkeit der Konsole deutlich steigern sollte. Die Entwicklung des Chips stand im engen Zusammenhang mit der Entwicklung des Rail Shooters Star Fox, der weitgehend von Argonaut nach den Designvorgaben Nintendos programmiert wurde. Der Super FX war ein Schlüsselstein, der die 3D-Polygongrafik des Spiels erst ermöglichte. Für die Chipentwicklung engagierte Argonaut Hardwareentwickler, die zuvor bei Konix, Sinclair Research oder Flare Technology tätig waren, darunter Ben Cheese. Ein Teil des Entwicklerteams, die Programmierer Dylan Cuthbert, Giles Goddard und Krister Wombell, wurde in der Firmenzentrale von Nintendo einquartiert. Argonaut entwickelte zuerst die Software und schrieb anschließend einen RISC-Befehlssatz, der auf die Ausführung der Software zugeschnitten war.
Der Super FX ist ein skalarer Mikroprozessor mit Multiplikationseinheit, es handelt sich nicht um eine Hardware-Rasterisierungseinheit.

## Spiele mit Super-FX-Chip

### Super FX mit MARIO CHIP 1
Der erste Super-FX-Chip MARIO („Mathematical, Argonaut, Rotation & Input/Output“) wurde im 1993 erschienenen Spiel StarWing (in den USA und Japan als StarFox bekannt) eingesetzt. Es war das einzige Spiel mit diesem auf 10,4 MHz getakteten Chip.

### Super FX mit GSU-1
Die zweite Version des Super FX in der Variante GSU-1 mit 21,4 MHz fand in vier Super-Nintendo-Spielen Verwendung:
- Dirt Racer
- Dirt Trax FX
- Stunt Race FX
- Vortex

### Super FX 2 mit GSU-2

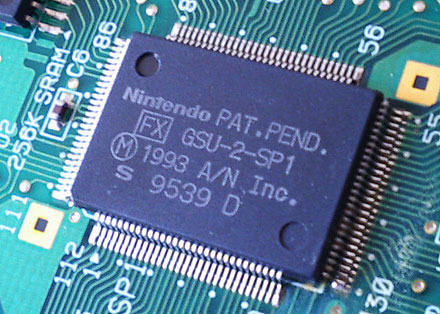
Super FX 2 (GSU-2-SP1-Chip) auf der Platine von Super Mario World 2: Yoshi’s Island

Die dritte Version des Super-FX-Chips war von der Taktfrequenz zur zweiten identisch (21,4 MHz), konnte aber Mask-ROMs größer als 8 Mbit (1 MB) verwenden.
Spiele mit einem Super FX GSU-2 sind:
- Doom
- Super Mario World 2: Yoshi’s Island
- Winter Gold

### Nicht veröffentlichte Spiele
Bei weiteren Super-FX-Spielen wurde die Entwicklung abgebrochen:
- Comanche
- FX Fighter
- Power Slide SFX
- Star Fox 2
- Transformers